# Mr. Machinery Operator
Mr. Machinery Operator é o quinto (e último) álbum de estúdio do fIREHOSE, uma banda estadunidense de Rock alternativo. Este álbum foi lançado em 1993, e foi o segundo álbum da banda a ser lançado pela Columbia Records.

## Faixas
1. "Formal Introduction"
2. "Blaze"
3. "Herded into Pools"
4. "Witness"
5. "Number Seven"
6. "Powerful Hankerin'"
7. "Rocket Sled/ Fuel Tank"
8. "Quicksand"
9. "Disciples of the 3-Way"
10. "More Famous Quotes"
11. "Sincerely"
12. "Hell-Hole"
13. "4. 29. 92"
14. "The Cliffs Thrown Down"